# 堀直寛
堀 直寛（ほり なおひろ、享保4年6月15日（1719年7月31日）- 安永6年9月20日（1777年10月20日））は、江戸時代中期の大名。信濃国須坂藩の第6代藩主。信濃須坂堀家6代。第5代藩主・堀直英の長男。母は第4代藩主・堀直佑の娘。正室は三宅康徳の娘於捨。子に堀直堅（長男）、市橋長恒（次男）、堀直郷（三男）、娘（平野長純正室）、娘（植村泰高室）、娘（水野忠候室のち細井勝名養女）。官位は従五位下、長門守。
享保20年（1735年）、父・直英の隠居により家督を相続した。大坂加番、二条城在番を経て、延享3年（1746年）大番頭、宝暦元年（1751年）伏見奉行を歴任した。
明和5年（1768年）、長男の直堅に家督を譲り隠居した。安永6年（1777年）没した。

## 系譜
父母
- 堀直英（父）
- 堀直佑の娘（母）

正室
- 於捨 ー 三宅康徳の娘

側室
- カヨ
- ソノ
- リノ

子女
- 堀直堅（長男）生母はカヨ（側室）
- 市橋長恒（次男）生母はソノ（側室）
- 堀直郷（三男）生母はリノ（側室）
- 平野長純正室、生母はカヨ（側室）
- 植村泰高室
- 水野忠候室 ー 細井勝名の養女、生母はソノ（側室）